# Jyri Jaakkola
Jyri Antero Jaakkola (Joensuu, Finlandia, 11 de febrero de 1977 – San Juan Copala, Oaxaca, 27 de abril de 2010) fue un activista preocupado por los derechos humanos.

## Biografía
Jaakkola fue muy conocido en diversos movimientos alternativos en Finlandia. En 2002 fue tripulante del Estelle, un velero que operó bajo principios del comercio justo con dirección a Angola.
En 2010, se encontraba en Oaxaca como observador por los derechos humanos en San Juan Copala, un pueblo indígena declarado autónomo, hasta que fue muerto, el 27 de abril, por el grupo paramilitar Unión de Bienestar Social de la Región Triqui, vinculado al Partido Revolucionario Institucional. En ese mismo ataque, falleció Alberta Cariño, una activista del Centro de Apoyo Comunitario Trabajando Unidos, y más de diez personas resultaron heridas.